# Mark Soskin
Mark Soskin est un pianiste américain de jazz. Ayant peu enregistré en leader il est principalement connu en tant que sideman notamment du saxophoniste ténor Sonny Rollins.

## Carrière musicale
La formation musicale de Soskin débute vers l'âge de 7 ans par des cours de piano puis il joue à l'occasion dans des groupes de R&B au cours de son adolescence. À 18 ans Soskin poursuit son apprentissage du piano par des études à l'université américaine de Colorado State University et à l'école de musique de Berklee College of Music. En 1975, il s'installe à San Francisco et intègre le groupe de musique latine Azteca. Soskin est ensuite membre d'un groupe avec lequel il effectue une tournée internationale avec le CBS All-Stars en compagnie notamment du batteur Billy Cobham, du saxophoniste Tom Scott et du bassiste Alphonso Johnson. Il dirige également ses propres groupes. 
En 1978, le producteur Orrin Keepnews lui permet d'enregistrer son premier album nommé Rhythm Vision pour le label Prestige. Keepnews le présente ensuite au saxophoniste Sonny Rollins avec qui il enregistre l'album Don't Stop the Carnival (1978) et entame avec le groupe de Rollins une longue collaboration, une tournée et de nombreux enregistrements. 
Il participe aussi aux enregistrements de divers artistes, comme le flutiste Herbie Mann à partir de 1988 ou le pianiste et compositeur George Russell en 1982.

## Discographie
En leader (partielle)
| Enregistrement | Nom de l'album         | Label et notes.                                       |
| -------------- | ---------------------- | ----------------------------------------------------- |
| 1980           | Rhythm Vision          | Prestige Records. Album studio.                       |
| 1993           | Around the Corner      | Paddle Wheel Records                                  |
| 1995           | Solo Piano             | Vartan Jazz. Album live.                              |
| 2001           | 17                     | TCB Records                                           |
| 2006           | One Hopeful Day        | Kind of Blue Records. Album studio avec Chris Potter. |
| 2009           | Man Behind the Curtain | Kind of Blue Records.                                 |

 Collaborations (partielle)
| Enregistrement | Leader           | Nom de l'album                  | Label et notes.                |
| -------------- | ---------------- | ------------------------------- | ------------------------------ |
| 1978           | Sonny Rollins    | Don't Stop the Carnival         | Milestone Records. Album live. |
| 1979           | Sonny Rollins    | Don't Ask                       | Milestone Records.             |
| 1982           | George Russell   | Live in an American Time Spiral | Soul Note. Album live.         |
| 1984           | Sonny Rollins    | Sunny Days, Starry Nights       | Milestone Records.             |
| 1986           | Sonny Rollins    | G-Man                           | Milestone Records. Album live. |
| 1987           | Sonny Rollins    | Dancing in the Dark             | Milestone Records.             |
| 1988-89        | Herbie Mann      | Opalescence                     | Kokopelli.                     |
| 1989           | Sonny Rollins    | Falling in Love with Jazz       | Milestone Records.             |
| 1990           | Roland Vazquez   | No Separate Love                | RV.                            |
| 1991           | Sonny Rollins    | Here's to the People            | Milestone Records.             |
| 1995           | Herbie Mann      | 65th Birthday Celebration       | Lightyear. Album live.         |
| 1993           | Hendrik Meurkens | A View From Manhattan           | Concord Jazz.                  |
| 1995           | Herbie Mann      | America/Brasil                  | Lightyear. Album live.         |
| 1996           | Roland Vazquez   | Further Dance                   | RV.                            |
| 2007           | Roland Vazquez   | Quintet Live                    | RV. Album live.                |
| 2008           | Sonny Rollins    | Road Shows, Vol. 1              | EmArcy Records. Album live.    |